# Mindaugas Griškonis
Mindaugas Griškonis, född 17 januari 1986, är en litauisk roddare.
Griškonis tävlade för Litauen vid olympiska sommarspelen 2008 i Peking, där han slutade på 8:e plats i singelsculler. Vid olympiska sommarspelen 2012 i London slutade Griškonis återigen på 8:e plats i singelsculler.
Vid olympiska sommarspelen 2016 i Rio de Janeiro tog Griškonis tillsammans med Saulius Ritter silver i dubbelsculler. Vid olympiska sommarspelen 2020 i Tokyo slutade han på sjätte plats i singelsculler.